# ويل أوين
ويل أوين (بالإنجليزية: Will Owen)‏ (2 سبتمبر 1988 في المملكة المتحدة - ) هو لاعب كريكت بريطاني. لعب مع نادي مقاطعة غلاموركن للكريكت ‏ وCheshire County Cricket Club ‏.